# 新象巢沫蝉
新象巢沫蝉（学名：Sigmasoma chakratongi），一种分布于泰国北部及中国云南省南部等地的昆虫，是巢沫蝉科（棘蝉科）象巢沫蝉属的一种。模式产地为泰国清迈府清道縣。
1982年中国学者在中国云南西双版纳州勐腊县勐仑镇发现一个新种新象棘蝉（Neosigmasoma manglunensis），现被认定为是本种的次定同物异名。
“新象棘蝉”在中国于2023年被收录入《有重要生态、科学、社会价值的陆生野生动物名录》。